# Abarema langsdorfii
Abarema langsdorfii, conhecida popularmente como raposeira-branca, farinha-seca, pau-gambá e brinco-de-macaco,  é uma espécie de planta do gênero Abarema da família Fabaceae .
A planta é encontrada no bioma Mata Atlântica no sudeste do Brasil .